# Jan Łopata
Jan Zbigniew Łopata (ur. 16 sierpnia 1954 w Motyczu) – polski polityk i samorządowiec, poseł na Sejm V, VI, VII, VIII i IX kadencji.

## Życiorys
W 1980 ukończył Akademię Rolniczą w Lublinie, gdzie uzyskał tytuł zawodowy magistra inżyniera na Wydziale Techniki Rolniczej. W 1998 ukończył Podyplomowe Studium Administracji i Zarządzania na Wydziale Prawa UMCS w Lublinie.
W latach 1981–1998 był prezesem zarządu Spółdzielni Usług Rolniczych w Konopnicy. Od 1999 do 2001 pełnił funkcję starosty powiatu lubelskiego, następnie do 2003 wicewojewody lubelskiego.
Od 1984 członek Zjednoczonego Stronnictwa Ludowego, później Polskiego Stronnictwa Ludowego. Objął funkcje prezesa zarządu powiatowego PSL w Lublinie, sekretarza zarządu wojewódzkiego PSL w Lublinie oraz członka rady naczelnej partii. Został wiceprezesem zarządu wojewódzkiego ZOSP RP i członkiem zarządu Aeroklubu Lubelskiego. Zasiadł w radach społecznych Narodowego Funduszu Zdrowia (oddział Lublin), Szpitala im. Kardynała Stefana Wyszyńskiego w Lublinie oraz Centrum Onkologii Ziemi Lubelskiej.
W wyborach parlamentarnych w 2001 bez powodzenia kandydował do Senatu. W latach 2004–2005 kierował biurem poselskim Mariana Wesołowskiego. 25 września 2005 został wybrany na posła na Sejm z listy Polskiego Stronnictwa Ludowego. W wyborach parlamentarnych w 2007 po raz drugi uzyskał mandat poselski, otrzymując w okręgu lubelskim 9128 głosów. W 2009 bezskutecznie kandydował do Parlamentu Europejskiego. W wyborach do Sejmu w 2011 z powodzeniem ubiegał się o reelekcję, dostał 8725 głosów. W wyborach w 2015 został ponownie wybrany do Sejmu, otrzymując 7750 głosów. W Sejmie VIII kadencji został członkiem prezydium Klubu Parlamentarnego PSL, a następnie (w lutym 2018) Klubu Poselskiego PSL-UED.
Również w 2019 z powodzeniem ubiegał się o poselską reelekcję, otrzymując 13 346 głosów. Nie kandydował w kolejnych wyborach w 2023.

## Odznaczenia
- Złoty Krzyż Zasługi (1999)[4]
- Złota Odznaka „Zasłużony dla Ochrony Przeciwpożarowej” (2011)[5]